# 脇往還
脇往還，又稱「脇街道」、「脇道」，是日本江戶時代五街道以外的主要陸路交通要道與支線，屬勘定奉行所管轄。
因為五街道的關所通關除了脫衣查驗之外還要檢查私處，而脇往還的通關則沒那麼嚴格，所以雖然脇往還通常較為難走而且路途較遠，但女性往往會選擇走脇往還。

## 主要的脇往還
- 川越街道
- 川越兒玉往還
- 鎌倉街道
- 大山街道
- 北國街道
- 北國西街道
- 京街道
- 大和古道
- 高野街道
- 西國街道
- 水戶街道
- 陸前濱街道
- 土佐街道
- 羽州街道
- 仙台道
- 松前道
- 日光脇往還
- 日光例幣使街道
- 日光御成街道
- 秩父往還
- 長崎街道
- 米澤街道
- 佐渡路
- 伊勢路
- 美濃路
- 矢倉澤往還
- 東金御成街道
- 鹽之道